# Copa Interclubes Kagame 2009
La Copa Interclubes Kagame 2009 fue la 35ª edición de este torneo de fútbol a nivel de clubes de África organizado por la CECAFA y que contó con la participación de 12 equipos representantes de África Central y África Oriental, 2 equipos más que en la edición anterior, incluyendo por primera vez a representantes de República Democrática del Congo.
El ATRACO FC de Ruanda venció a Al-Merreikh Omdurmán de Sudán en la final disputada en Jartum, Sudán para ganar el título por primera vez, mientras que el campeón de la edición anterior Tusker de Kenia fue eliminado en los cuartos de final.

## Fase de grupos

### Grupo A
| Mathare United       | 3-0 | DjibSat              |
| Al-Merreikh Omdurmán | 6-1 | ATRACO FC            |
| Mathare United       | 2-1 | ATRACO FC            |
| DjibSat              | 1-6 | Al-Merreikh Omdurmán |
| ATRACO FC            | 5-0 | DjibSat              |
| Al-Merreikh Omdurmán | 1-0 | Mathare United       |

| Club                 | J | G | E | P | GF | GC | GD  | Pts |
| -------------------- | - | - | - | - | -- | -- | --- | --- |
| Al-Merreikh Omdurmán | 3 | 3 | 0 | 0 | 13 | 2  | +11 | 9   |
| Mathare United       | 2 | 2 | 0 | 1 | 5  | 2  | +3  | 6   |
| ATRACO FC            | 3 | 1 | 0 | 2 | 8  | 8  | 0   | 3   |
| DjibSat              | 3 | 0 | 0 | 3 | 1  | 15 | -14 | 0   |

### Grupo B
| Prisons             | 2-2 | Banaadir Telecom FC |
| TP Mazembe          | 2-3 | KCC                 |
| KCC                 | 3-1 | Prisons             |
| Banaadir Telecom FC | 1-8 | TP Mazembe          |
| KCC                 | 5-1 | Banaadir Telecom FC |
| TP Mazembe          | 3-0 | Prisons             |

| Club                | J | G | E | P | GF | GC | GD  | Pts |
| ------------------- | - | - | - | - | -- | -- | --- | --- |
| KCC                 | 3 | 3 | 0 | 0 | 11 | 4  | +7  | 9   |
| TP Mazembe          | 3 | 2 | 0 | 1 | 13 | 4  | +9  | 6   |
| Prisons             | 3 | 0 | 1 | 2 | 3  | 8  | -5  | 1   |
| Banaadir Telecom FC | 3 | 0 | 1 | 2 | 4  | 15 | -11 | 1   |

### Grupo C
| AS Inter Star          | 1-2  | Miembeni SC            |
| Hay al-Arab Port Sudan | 1-1  | Tusker                 |
| Miembeni SC            | 0-6  | Tusker                 |
| AS Inter Star          | 1-1  | Hay al-Arab Port Sudan |
| Tusker                 | 1-2  | AS Inter Star          |
| Hay al-Arab Port Sudan | 2-01 | Miembeni SC            |

1- El partido iba 2-0 en el minuto 75 cuando 5 jugadores del Miembeni SC abandonaron el terreno de juego argumentando lesiones, las cuales eran falsas. Como resultado de esto, el Miembeni SC fue suspendido de participar en el torneo por 5 años.
| Club          | J | G | E | P | GF | GC | GD | Pts |
| ------------- | - | - | - | - | -- | -- | -- | --- |
| Hay Al-Arab   | 3 | 1 | 2 | 0 | 4  | 2  | +2 | 5   |
| Tusker        | 3 | 1 | 1 | 1 | 8  | 2  | +5 | 4   |
| AS Inter Star | 3 | 1 | 1 | 1 | 4  | 4  | 0  | 4   |
| Miembeni SC   | 3 | 1 | 0 | 2 | 2  | 9  | -1 | 3   |

## Cuartos de final
| Equipo 1               | Resultado   | Equipo 2       |
| ---------------------- | ----------- | -------------- |
| Hay al-Arab Port Sudan | 1-6         | TP Mazembe     |
| Al-Merreikh Omdurmán   | 2-0         | AS Inter Star  |
| Tusker                 | 1-1 (2-3 p) | Mathare United |
| KCC                    | 0-4         | ATRACO FC      |

## Semifinales
| 9 de julio de 2009 | Al-Merreikh Omdurmán | 2:1 (t.e.) | TP Mazembe | Khartoum National Stadium, Jartum, Sudán |  |
|                    | Idahor 52', 104'     |            | Mulota 14' |                                          |  |

| 10 de julio de 2009 | ATRACO FC                    | 2:1 (t.e.) | Mathare United | Estadio nacional de Jartum, Jartum, Sudán |  |
|                     | Gaseruka 90+1' · Lomani 106' |            | Ochieng 66'    |                                           |  |

## Tercer Lugar
| Equipo 1   | Resultado | Equipo 2       |
| ---------- | --------- | -------------- |
| TP Mazembe | 2-0       | Mathare United |

## Final
| 12 de julio de 2009 | Al-Merreikh Omdurmán | 0 - 1   | ATRACO FC     | Khartoum National Stadium, Jartum, Sudán |  |
|                     |                      | Reporte | Gitagenda 15' |                                          |  |

## Campeón
| Copa Interclubes Kagame 2009 |
| ---------------------------- |
| Bandera de Ruanda            |
| ATRACO FC 1º título          |